# Maria Stepanova (basketspelare)
Maria Aleksandrovna Stepanova (ryska: Мария Александровна Степанова), född den 23 februari 1979 i Sjpakovskoje i Sovjetunionen (nu Michajlovsk i Ryssland), är en rysk basketspelare som var med och tog OS-brons 2004 i Aten. Hon var även med fyra år senare och tog OS-brons 2008 i Peking. 2004 var första gången Ryssland tog en medalj i damklassen vid de olympiska baskettävlingarna sedan Sovjettiden. 